# ۸۳ هرکول
۸۳ هرکول یا زانوزده ۸۳ (به انگلیسی: 83 Herculis) ستاره‌ای در صورت فلکی زانوزده و در کهکشان راه شیری است. این ستاره جزو رده ستارگان غول‌پیکر (به انگلیسی: Giant) است.
این ستاره با چشم غیر مسلح دیده می‌شود و نیازی به مشاهده آن با تلسکوپ نیست.